# Cornucopiae
Cornucopiae es un género de plantas herbáceas perteneciente a la familia de las poáceas. Es originario del Mediterráneo oriental. Comprende 6 especies descritas y de estas, solo 2 aceptadas.

## Taxonomía
El género fue descrito por Carlos Linneo y publicado en Species Plantarum 1: 54. 1753. La especie tipo es: Cornucopiae cucullatum L. 
Etimología
El nombre del género deriva del latín cornus (trompa) y copius (abundancia), una alegoría en la comparación de su inflorescencia peculiar con el cuerno de la cabra que amamantó a Zeus.
Citología
Número de la base del cromosoma, x = 7. 2n = 14.

## Especies aceptadas
A continuación se brinda un listado de las especies del género Cornucopiae aceptadas hasta mayo de 2015, ordenadas alfabéticamente. Para cada una se indica el nombre binomial seguido del autor, abreviado según las convenciones y usos.	
- Cornucopiae alopecuroides L.
- Cornucopiae cucullatum L.